# Wiktor Fiodorow (polityk)
Wiktor Stiepanowicz Fiodorow (ros. Ви́ктор Степа́нович Фёдоров, ur. 16 maja?/29 maja 1912 w aule Armawirskij (obecnie miasto Armawir), zm. 1 lutego 1990 w Moskwie) – radziecki polityk, Bohater Pracy Socjalistycznej (1944).

## Życiorys
Od 1926 pracował jako uczeń ślusarza w Groznym, w latach 1928–1932 studiował w Instytucie Naftowym w Groznym, w którym następnie był aspirantem, później kierownikiem katedry technologii nafty, 1938–1940 był dyrektorem Instytutu Naukowo-Badawczego w Groznym. Od 1939 należał do WKP(b), od 1940 pracował w przedsiębiorstwach przemysłu naftowego, podczas II wojny światowej kierował pracami przedsiębiorstw wydobycia ropy naftowej, w 1945 został szefem Zjednoczenia „Groznieftiezawody”. W latach 1946–1948 zastępca ministra przemysłu naftowego południowych i zachodnich rejonów ZSRR, 1948–1952 i 1954–1957 zastępca i I zastępca ministra przemysłu naftowego ZSRR, 1952–1954 kierował budową Angarskiego Kombinatu Naftowo-Chemicznego, 1957–1958 przewodniczący Baszkirskiego Sownarchozu. Od sierpnia 1958 do marca 1963 przewodniczący Państwowego Komitetu Rady Ministrów ZSRR ds. chemii, od czerwca 1963 do stycznia 1964 I zastępca przewodniczącego Państwowego Komitetu Przemysłu Chemicznego i Naftowego przy Gospłanie ZSRR, przewodniczący Państwowego Komitetu Przemysłu Rafineryjnego i Naftowo-Chemicznego przy Gospłanie ZSRR – minister ZSRR, w latach 1965–1985 minister przemysłu rafineryjnego i naftowo-chemicznego ZSRR, od października 1985 na emeryturze. Od 31 października 1961 do 24 lutego 1976 zastępca członka, a od 5 marca 1976 do 25 lutego 1986 członek KC KPZR. Deputowany do Rady Najwyższej ZSRR od 5 do 9 kadencji.

## Odznaczenia i nagrody
- Medal Sierp i Młot Bohatera Pracy Socjalistycznej (24 stycznia 1944[1])
- Order Lenina (pięciokrotnie)
- Order Rewolucji Październikowej
- Order Czerwonego Sztandaru Pracy
- Nagroda Stalinowska (1942 i 1948)

I medale.